# Огарёва, 6 (фильм)
«Огарёва, 6» — советский остросюжетный детективный художественный фильм, снятый в 1980 году по мотивам одноимённой повести Юлиана Семёнова режиссёром Борисом Григорьевым. Продолжение детектива «Петровка, 38». Фильм назван по адресу Управления МВД СССР — улицы Огарёва, 6 (с 1993 года — Газетный переулок, 6).

## Сюжет
Август—сентябрь 1980 года.
В Ленинграде совершено убийство с целью ограбления колхозника Кикнадзе, приехавшего в большой город, чтобы приобрести автомобиль. Причина смерти — передозировка сильнодействующего снотворного.
В Москве происходит аналогичный случай, но потерпевший остаётся жив и убегает из больницы, оставив поддельный паспорт на фамилию Урушадзе с фотографией начальника ОТК Пригорской ювелирно-гранильной фабрики Налбандова.
В сухумской гостинице неизвестный мужчина пытается изнасиловать молодую актрису Елену Торопову, убегая после её криков о помощи, случайно оставляет на столике в её номере три огранённых драгоценных камня. Экспертиза находит на камнях следы снотворного, которым был отравлен погибший покупатель автомобиля. До этого злоумышленник крутился возле съёмочной группы, и на нескольких кадрах негатива киноплёнки его хорошо видно. Вечером он угощал съёмочную группу в ресторане и проводил Елену в номер гостиницы. Костюмерша называет мастеров, у которых он мог пошить свой костюм. Милиция задерживает аспиранта Кажаева, обвиняя его в покушении на изнасилование. При этом, за последние два месяца в разных городах было совершено несколько подобных изнасилований. Костенко сдаёт пиджак Кажаева на экспертизу, которая обнаруживает следы того же снотворного. Камни огранены на Пригорской фабрике. Теперь Кажаев подозревается в нескольких убийствах.
Директор Пригорской фабрики Пименов встречается в кафе с сотрудником Госплана и начальником управления в главке Проскуряковым, заявляет ему, что Налбандов, перевозя партию драгоценных камней, попался с фальшивым паспортом. Пименов требует, чтобы Проскуряков, используя своё высокое положение, повлиял на расследование. Разгневанный Проскуряков выплёскивает в лицо Пименову напиток из своего бокала и затем умирает от инфаркта прямо в кафе. Костенко вызывает Пименова на допрос, заявляя, что камни пропали на его фабрике. По просьбе Костенко эксперт ОБХСС Росляков устанавливает, что мощности новых станков фабрики должны были дать прирост производительности на 6 %, но по отчётности она выросла только на 1 %, то есть часть произведённых камней похищена. При этом покойный Проскуряков неоднократно выделял новейшее оборудование именно Пригорской фабрике.
Полковнику Сухишвили удаётся разговорить инструктора альпинистского лагеря Морадзе, в прошлом пострадавшего от действий милиции и безвинно отбывшего год в колонии. Установлено, что Кажаев с неизвестной целью приезжал в лагерь Морадзе.
Костенко становится ясна схема преступления с драгоценными камнями: Пименов, используя дополнительные производственные мощности, организовал их нелегальное производство; начальник ОТК фабрики Налбандов доставлял камни Москву, где их реализовывал родственник Пименова — директор универсама Попков. В очередной раз поехав в Москву с камнями, Налбандов едва не стал жертвой отравителя Кажаева, но коньяк ослабил действие яда. Однако камни остались у Кажаева. Пименов уговорил Налбандова для отвода глаз совершить кражу на заводе, а сам приказал охране усилить бдительность. Налбандов был тяжело ранен пулей охранника, но успел рассказать оперативникам о Пименове и Кажаеве. Милиция находит шалаш Пименова, в котором тот укрывал Налбандова. Заведующая буфетом аэропорта узнаёт на фотографии Пименова, покупавшего кур и водку для предстоящей трапезы с Налбандовым. Пименов скрывается. Попков сообщает следователям, что у Пименова есть дача где-то в Подмосковье.
Сухишвили снова приезжает в лагерь к Морадзе, который к этому времени получил извещение о своей реабилитации. Там альпинисты находят чемодан с драгоценными камнями и крупной суммой денег, соответствующей сумме, которую похитил Кажаев у отравленных им жертв.
Костенко выводит на чистую воду Кажаева, а полковник Садчиков, возвращаясь из пригородного леса, случайно встречает на станции Пименова. Пименов сталкивает Садчикова под поезд и улетает на самолёте в Пермь, но Костенко передаёт ориентировки Пименова в управление милиции на авиатранспорте и преступника арестовывают на взлётной полосе пермского аэропорта.
В начале фильма Костенко ходит среди множества заготовок надгробий. В конце фильма Костенко навещает на кладбище могилы товарищей.

## В ролях
| Актёр                       | Роль                                                                                                  |
| --------------------------- | --- |
| Василий Лановой             | полковник уголовного розыска Владислав Николаевич (Романович) Костенко                                |
| Георгий Юматов              | полковник уголовного розыска Алексей Павлович Садчиков                                                |
| Евгений Герасимов           | капитан ОБХСС Валентин Росляков                                                                       |
| Всеволод Кузнецов           | директор Пригорской ювелирно-гранильной фабрики Виктор Петрович Пименов (озвучивание — Юрий Саранцев) |
| Дмитрий Джаияни             | Виктор Васильевич Кажаев                                                                              |
| Гия Бадридзе                | полковник уголовного розыска Серго Сухишвили (озвучивание — Владимир Дружников)                       |
| Всеволод Ларионов           | сотрудник Госплана, начальник управления в главке Юрий Михайлович Проскуряков                         |
| Нодар Бекаури               | инструктор Вахтанг Морадзе                                                                            |
| Нодар Мгалоблишвили         | начальник ОТК Пригорской ювелирно-гранильной фабрики Ираклий Васильевич Налбандов                     |
| Иван Рыжов                  | портной Иван Косых                                                                                    |
| Ян Янакиев                  | директор универсама, родственник Пименова Гавриил Федосеевич Попков                                   |
| Рита Гладунко               | директор буфета                                                                                       |
| Инна Выходцева              | следователь Ирина Петровна                                                                            |
| Сергей Габниа               | капитан милиции (озвучивание ― Артём Карапетян)                                                       |
| Нурбей Камкиа               | майор милиции (озвучивание ― Феликс Яворский)                                                         |
| Эмилия Соколова             | актриса Елена Торопова                                                                                |
| Елена Астафьева             | кассирша на станции                                                                                   |
| Михаил Чубинидзе            | Михаил Дмитриевич (озвучивание ― Яков Беленький)                                                      |
| Софья Агумава               | жена Кикнадзе (озвучивание ― Нелли Витепаш)                                                           |
| Лучана Бабичкова (Де-Марки) | художник по костюмам на съёмках фильма у моря (в титрах указана как Д. Бабичкова)                     |
| Надежда Самсонова           | ограбленная (в титрах не указана)                                                                     |

### Озвучивание
- Юрий Саранцев — роль Всеволода Кузнецова
- Владимир Дружников — роль Гии Бадридзе
- Феликс Яворский — роль Нурбея Камкиа
- Артём Карапетян ― роль Сергея Габниа
- Яков Беленький ― роль Михаила Чубинидзе

## Съёмочная группа
- Автор сценария: Юлиан Семёнов
- Режиссёр: Борис Григорьев
- Оператор: Игорь Клебанов
- Художник: Ольга Кравченя
- Композитор: Георгий Дмитриев